# Gaig de Beechey
El gaig de Beechey (Cyanocorax beecheii) és un ocell còrvid del gènere Cyanocorax autòcton de Mèxic.